# Sinene Eto
Sinene Eto is een bestuurslaag in het regentschap Nias Barat van de provincie Noord-Sumatra, Indonesië. Sinene Eto telt 19 inwoners (volkstelling 2010).